# Inge Hendrix
Inge Hendrix (28 juli 1982) is een Belgische voetbalster die in 1987 voor het eerst haar voetbalschoenen aantrok en uitkwam voor de club KHO Merchtem. KHO Merchtem stond in die tijd bekend om zijn succesvolle jeugdopleiding en leverde een aantal beloftevolle jeugdproducten af.
In 1997 kwam er voor Hendrix een Brabantse selectie aan, waardoor er plots een einde kwam aan de voetbaltijd bij KHO Merchtem, alwaar Hendrix nog steeds tussen de jongens voetbalde. Het werd tijd om een vrouwenteam op te zoeken.
Hendrix maakte de overstap naar het Belgische vrouwenvoetbal en kwam de eerste jaren uit voor KFC Strombeek. Later zou diezelfde club veranderen van naam en locatie zodat we met DVC Grimbergen in het Prinsenbos terechtkwamen. Samen met KFC Strombeek / DVC Grimbergen promoveerde Hendrix met de club van 1e Provinciale naar de hoogte Nationale vrouwenafdeling.
Nadien volgen clubs als SK Lebeke – Aalst, RSC Anderlecht, Zuidwest Vlaanderen en White Star Woluwé, allen clubs in eerste Nationale.
Hendrix werd meermaals opgeroepen voor de Belgische Nationale ploeg waarmee ze zowel binnen– als buitenlandse ervaring kon opdoen. Ze werd voor het eerst opgeroepen in 2000 voor de selectie -19 en doorliep nadien de andere selecties tot de A-ploeg. 
In het seizoen 2007-2008 zijn de belangrijkste studies zo goed als afgerond en krijgt Hendrix de gelegenheid om richting FC Twente te trekken om aldaar uit te komen in de nieuwe Eredivisie voor vrouwen. Aldaar zal ze ook een einde breien aan haar voetbalcarrière.
In februari 2009 begint Hendrix aan haar politieopleiding in het PIVO te Asse. Enkel recreatief voetballen is momenteel het hoogst haalbare. Het voetballen heeft ondertussen plaats gemaakt voor andere sporten zoals fietsen, lopen en zwemmen. 

## Statistieken
| Seizoen     | Club                           | Land      | Competitie | Wedstrijden | Doelpunten |
| ----------- | ------------------------------ | --------- | ---------- | ----------- | ---------- |
| 1987 – 1997 | KHO Merchtem                   | België    | ?          | ?           | ?          |
| 1997 – 2002 | KFC Strombeek / DVC Grimbergen | België    | ?          | ?           | ?          |
| 2002 – 2003 | SK Lebeke – Aalst              | België    | ?          | ?           | ?          |
| 2003 – 2004 | RSC Anderlecht                 | België    | ?          | ?           | ?          |
| 2004 - 2005 | Zuidwest Vlaanderen            | België    | ?          | ?           | ?          |
| 2005 - 2007 | Woluwe                         | België    | ?          | ?           | ?          |
| 2007 - 2008 | FC Twente                      | Nederland | Eredivisie | 1           | 0          |
| 2014 - 2015 | FC Merchtem 2000               | België    | ?          | ?           | ?          |